# TEE Rubens II
Le TEE Rubens (II) est le renouveau européen du TEE Rubens qui reliait Paris Nord à Bruxelles Midi, de 1993 à 1995. Exploité par la SNCF ainsi que la SNCB, le TEE Rubens (II) était un Trans-Europ-Express (en première et seconde classe) jusqu'à la moitié du service d'hiver le 22 janvier 1995 puisqu'il cessait définitivement de circuler.
Le nom de ce TEE fait référence à Rubens (1577-1640), peintre flamand de la période baroque.

## Parcours et arrêts
- 23 mai 1993 Paris Nord, Bruxelles Midi (308,9 km). Ne circule pas les samedis, dimanches et fêtes[1].
- 23 janvier 1995 TEE supprimé lors de la mise en service des TGV Réseau sur cette ligne[1].

## Numérotations
- 23 mai 1993 TEE 81 - 84[1].

## Matériel et compositions
- 23 mai 1993 Voitures TEE SNCF et SNCB Inox types PBA 64 et Mistral 69 de 1ère et 2ème classe, 1 jeu de voitures dans un roulement quotidien comprenant : 1 A8tu, 1 A8tu (SNCB), 1 Vru, 2 A8tu, 1 A8u, 1 A3rtu, 1 A8u, 1 B91/2tu, (SNCB), 2 B8u, 1 B3Dtux[1].

Restauration assurée par la CIWLT.